# Tamas Pádár
Tamas Pádár (17 maggio 1982) è uno schermidore ungherese.

## Biografia
Nei campionati europei di scherma ha conquistato una medaglia d'oro a Lipsia nel 2010 nella gara di spada a squadre.

## Palmarès
In carriera ha conseguito i seguenti risultati:
- Europei di scherma

Lipsia 2010: oro nella spada a squadre.